# Reprezentacja Belize w piłce nożnej mężczyzn
Reprezentacja Belize w piłce nożnej mężczyzn – drużyna piłkarska reprezentująca Belize w zawodach międzynarodowych. Za jej funkcjonowanie odpowiedzialny jest Football Federation of Belize (FFB), organ zarządzający piłką nożną w Belize. Jest zrzeszona w konfederacji CONCACAF. W reprezentacji mogą występować wyłącznie zawodnicy posiadający obywatelstwo belizeńskie. Drużyna potocznie nazywana jest Jaguarami (The Jaguars). Selekcjonerem zespołu od 31 lipca 2020 jest Dale Pelayo.
Reprezentacja Belize swój pierwszy oficjalny mecz międzypaństwowy rozegrała w 1995 roku przeciwko Salwadorowi. Głównym stadionem, na którym podejmuje rywali w roli gospodarza, jest obecnie Isidoro Beaton Stadium w stołecznym Belmopanie. W kwietniu 2025 w rankingu Elo zajmowała 185. miejsce.

## Udział wMistrzostwach Świata
| 1930  | Nie brało udziału (było kolonią brytyjską) | Nie brało udziału (było kolonią brytyjską) | Nie brało udziału (było kolonią brytyjską) | Nie brało udziału (było kolonią brytyjską) | Nie brało udziału (było kolonią brytyjską) | Nie brało udziału (było kolonią brytyjską) | Nie brało udziału (było kolonią brytyjską) | Nie brało udziału (było kolonią brytyjską) | –  | – | – | –  | –  | –  | –                         |
| 1934  | Nie brało udziału (było kolonią brytyjską) | Nie brało udziału (było kolonią brytyjską) | Nie brało udziału (było kolonią brytyjską) | Nie brało udziału (było kolonią brytyjską) | Nie brało udziału (było kolonią brytyjską) | Nie brało udziału (było kolonią brytyjską) | Nie brało udziału (było kolonią brytyjską) | Nie brało udziału (było kolonią brytyjską) | –  | – | – | –  | –  | –  | –                         |
| 1938  | Nie brało udziału (było kolonią brytyjską) | Nie brało udziału (było kolonią brytyjską) | Nie brało udziału (było kolonią brytyjską) | Nie brało udziału (było kolonią brytyjską) | Nie brało udziału (było kolonią brytyjską) | Nie brało udziału (było kolonią brytyjską) | Nie brało udziału (było kolonią brytyjską) | Nie brało udziału (było kolonią brytyjską) | –  | – | – | –  | –  | –  | –                         |
| 1950  | Nie brało udziału (było kolonią brytyjską) | Nie brało udziału (było kolonią brytyjską) | Nie brało udziału (było kolonią brytyjską) | Nie brało udziału (było kolonią brytyjską) | Nie brało udziału (było kolonią brytyjską) | Nie brało udziału (było kolonią brytyjską) | Nie brało udziału (było kolonią brytyjską) | Nie brało udziału (było kolonią brytyjską) | –  | – | – | –  | –  | –  | –                         |
| 1954  | Nie brało udziału (było kolonią brytyjską) | Nie brało udziału (było kolonią brytyjską) | Nie brało udziału (było kolonią brytyjską) | Nie brało udziału (było kolonią brytyjską) | Nie brało udziału (było kolonią brytyjską) | Nie brało udziału (było kolonią brytyjską) | Nie brało udziału (było kolonią brytyjską) | Nie brało udziału (było kolonią brytyjską) | –  | – | – | –  | –  | –  | –                         |
| 1958  | Nie brało udziału (było kolonią brytyjską) | Nie brało udziału (było kolonią brytyjską) | Nie brało udziału (było kolonią brytyjską) | Nie brało udziału (było kolonią brytyjską) | Nie brało udziału (było kolonią brytyjską) | Nie brało udziału (było kolonią brytyjską) | Nie brało udziału (było kolonią brytyjską) | Nie brało udziału (było kolonią brytyjską) | –  | – | – | –  | –  | –  | –                         |
| 1962  | Nie brało udziału (było kolonią brytyjską) | Nie brało udziału (było kolonią brytyjską) | Nie brało udziału (było kolonią brytyjską) | Nie brało udziału (było kolonią brytyjską) | Nie brało udziału (było kolonią brytyjską) | Nie brało udziału (było kolonią brytyjską) | Nie brało udziału (było kolonią brytyjską) | Nie brało udziału (było kolonią brytyjską) | –  | – | – | –  | –  | –  | –                         |
| 1966  | Nie brało udziału (było kolonią brytyjską) | Nie brało udziału (było kolonią brytyjską) | Nie brało udziału (było kolonią brytyjską) | Nie brało udziału (było kolonią brytyjską) | Nie brało udziału (było kolonią brytyjską) | Nie brało udziału (było kolonią brytyjską) | Nie brało udziału (było kolonią brytyjską) | Nie brało udziału (było kolonią brytyjską) | –  | – | – | –  | –  | –  | –                         |
| 1970  | Nie brało udziału (było kolonią brytyjską) | Nie brało udziału (było kolonią brytyjską) | Nie brało udziału (było kolonią brytyjską) | Nie brało udziału (było kolonią brytyjską) | Nie brało udziału (było kolonią brytyjską) | Nie brało udziału (było kolonią brytyjską) | Nie brało udziału (było kolonią brytyjską) | Nie brało udziału (było kolonią brytyjską) | –  | – | – | –  | –  | –  | –                         |
| 1974  | Nie brało udziału (było kolonią brytyjską) | Nie brało udziału (było kolonią brytyjską) | Nie brało udziału (było kolonią brytyjską) | Nie brało udziału (było kolonią brytyjską) | Nie brało udziału (było kolonią brytyjską) | Nie brało udziału (było kolonią brytyjską) | Nie brało udziału (było kolonią brytyjską) | Nie brało udziału (było kolonią brytyjską) | –  | – | – | –  | –  | –  | –                         |
| 1978  | Nie brało udziału (było kolonią brytyjską) | Nie brało udziału (było kolonią brytyjską) | Nie brało udziału (było kolonią brytyjską) | Nie brało udziału (było kolonią brytyjską) | Nie brało udziału (było kolonią brytyjską) | Nie brało udziału (było kolonią brytyjską) | Nie brało udziału (było kolonią brytyjską) | Nie brało udziału (było kolonią brytyjską) | –  | – | – | –  | –  | –  | –                         |
| 1982  | Nie brało udziału (było kolonią brytyjską) | Nie brało udziału (było kolonią brytyjską) | Nie brało udziału (było kolonią brytyjską) | Nie brało udziału (było kolonią brytyjską) | Nie brało udziału (było kolonią brytyjską) | Nie brało udziału (było kolonią brytyjską) | Nie brało udziału (było kolonią brytyjską) | Nie brało udziału (było kolonią brytyjską) | –  | – | – | –  | –  | –  | –                         |
| 1986  | Nie brało udziału                          | Nie brało udziału                          | Nie brało udziału                          | Nie brało udziału                          | Nie brało udziału                          | Nie brało udziału                          | Nie brało udziału                          | Nie brało udziału                          | –  | – | – | –  | –  | –  | –                         |
| 1990  | Nie brało udziału                          | Nie brało udziału                          | Nie brało udziału                          | Nie brało udziału                          | Nie brało udziału                          | Nie brało udziału                          | Nie brało udziału                          | Nie brało udziału                          | –  | – | – | –  | –  | –  | –                         |
| 1994  | Nie brało udziału                          | Nie brało udziału                          | Nie brało udziału                          | Nie brało udziału                          | Nie brało udziału                          | Nie brało udziału                          | Nie brało udziału                          | Nie brało udziału                          | –  | – | – | –  | –  | –  | –                         |
| 1998  | Nie zakwalifikowało się                    | Nie zakwalifikowało się                    | Nie zakwalifikowało się                    | Nie zakwalifikowało się                    | Nie zakwalifikowało się                    | Nie zakwalifikowało się                    | Nie zakwalifikowało się                    | Nie zakwalifikowało się                    | 2  | 0 | 0 | 2  | 2  | 6  | Michael                   |
| 2002  | Nie zakwalifikowało się                    | Nie zakwalifikowało się                    | Nie zakwalifikowało się                    | Nie zakwalifikowało się                    | Nie zakwalifikowało się                    | Nie zakwalifikowało się                    | Nie zakwalifikowało się                    | Nie zakwalifikowało się                    | 4  | 0 | 1 | 3  | 2  | 10 | Bilches                   |
| 2006  | Nie zakwalifikowało się                    | Nie zakwalifikowało się                    | Nie zakwalifikowało się                    | Nie zakwalifikowało się                    | Nie zakwalifikowało się                    | Nie zakwalifikowało się                    | Nie zakwalifikowało się                    | Nie zakwalifikowało się                    | 2  | 0 | 0 | 2  | 0  | 8  | Adderly                   |
| 2010  | Nie zakwalifikowało się                    | Nie zakwalifikowało się                    | Nie zakwalifikowało się                    | Nie zakwalifikowało się                    | Nie zakwalifikowało się                    | Nie zakwalifikowało się                    | Nie zakwalifikowało się                    | Nie zakwalifikowało się                    | 4  | 1 | 1 | 2  | 4  | 11 | Salas (2 mecze), Mork (2) |
| 2014  | Nie zakwalifikowało się                    | Nie zakwalifikowało się                    | Nie zakwalifikowało się                    | Nie zakwalifikowało się                    | Nie zakwalifikowało się                    | Nie zakwalifikowało się                    | Nie zakwalifikowało się                    | Nie zakwalifikowało się                    | 8  | 4 | 1 | 3  | 17 | 13 | Herrera                   |
| 2018  | Nie zakwalifikowało się                    | Nie zakwalifikowało się                    | Nie zakwalifikowało się                    | Nie zakwalifikowało się                    | Nie zakwalifikowało się                    | Nie zakwalifikowało się                    | Nie zakwalifikowało się                    | Nie zakwalifikowało się                    | 6  | 2 | 3 | 1  | 7  | 6  | Nunes                     |
| 2022  | Nie zakwalifikowało się                    | Nie zakwalifikowało się                    | Nie zakwalifikowało się                    | Nie zakwalifikowało się                    | Nie zakwalifikowało się                    | Nie zakwalifikowało się                    | Nie zakwalifikowało się                    | Nie zakwalifikowało się                    | 3  | 1 | 0 | 2  | 5  | 5  | Pelayo                    |
| 2026  | Kwalifikacje do rozegrania                 | Kwalifikacje do rozegrania                 | Kwalifikacje do rozegrania                 | Kwalifikacje do rozegrania                 | Kwalifikacje do rozegrania                 | Kwalifikacje do rozegrania                 | Kwalifikacje do rozegrania                 | Kwalifikacje do rozegrania                 |    |   |   |    |    |    |                           |
| Razem | brak występów                              | brak występów                              | brak występów                              | brak występów                              | brak występów                              | brak występów                              | brak występów                              | brak występów                              | 29 | 8 | 6 | 15 | 37 | 59 |                           |

## Udział wZłotym Pucharze CONCACAF
- 1991 – 1993 – Nie brało udziału
- 1996 – 2002 – Nie zakwalifikowało się
- 2003 – Nie brało udziału
- 2005 – 2011 – Nie zakwalifikowało się
- 2013 – Faza grupowa
- 2015 – 2021 – Nie zakwalifikowało się

## Udział wCopa Centroamericana
- 1991 – Wycofało się z kwalifikacji
- 1993 – Nie brało udziału
- 1995 – Faza grupowa
- 1997 – Nie zakwalifikowało się
- 1999 – Faza grupowa
- 2001 – Faza grupowa
- 2003 – Nie brało udziału
- 2005 – Faza grupowa
- 2007 – Faza grupowa
- 2009 – Faza grupowa
- 2011 – Faza grupowa
- 2013 – IV miejsce
- 2014 – Faza grupowa
- 2017 – VI miejsce

## Ranking FIFA
Pod koniec 1990 FIFA po raz pierwszy opublikowała ranking reprezentacji narodowych członków światowej federacji za miniony rok. Ranking roczny opublikowano również na koniec 1991 i 1992, natomiast od sierpnia 1993 zestawienie opracowywane jest i publikowane co miesiąc (z rzadkimi wyjątkami, kiedy ranking nie był publikowany). 
Reprezentacja Belize, która rozegrała swój pierwszy mecz międzynarodowy w listopadzie 1995, jest uwzględniana w rankingu od grudnia 1995. Belize najwyższe miejsce w tym zestawieniu (114.) osiągnęło w kwietniu, maju i czerwcu 2016, z kolei najniższe (201.) w listopadzie i grudniu 2007 oraz styczniu 2008. Największy awans Belize zanotowało w lipcu 2015 (o 37 pozycji), natomiast największy spadek nastąpił w lipcu 2016 (o 50 miejsc).
Pozycje reprezentacji Belize w rankingu FIFA:
| Miesiąc/rok | I   | II  | III | IV  | V   | VI  | VII | VIII | IX  | X   | XI  | XII |
| ----------- | --- | --- | --- | --- | --- | --- | --- | ---- | --- | --- | --- | --- |
| 1990        |     |     |     |     |     |     |     |      |     |     |     | –   |
| 1991        |     |     |     |     |     |     |     |      |     |     |     | –   |
| 1992        |     |     |     |     |     |     |     |      |     |     |     | –   |
| 1993        |     |     |     |     |     |     |     | –    | –   | –   | –   | –   |
| 1994        | –   | –   | –   | –   | –   | –   | –   | –    | –   | –   | –   | –   |
| 1995        | –   | –   | –   | –   | –   | –   | –   | –    | –   | –   | –   | 173 |
| 1996        | 173 | 174 | –   | 175 | 176 | –   | 176 | 176  | 180 | 180 | 182 | 182 |
| 1997        | –   | 182 | –   | 182 | 175 | 176 | 176 | 177  | 176 | 178 | 179 | 179 |
| 1998        | –   | 179 | 177 | 178 | 178 | –   | 179 | 180  | 182 | 185 | 185 | 186 |
| 1999        | 185 | 185 | 185 | 185 | 185 | 186 | 187 | 187  | 188 | 188 | 187 | 190 |
| 2000        | 190 | 190 | 188 | 189 | 189 | 182 | 185 | 186  | 186 | 186 | 186 | 186 |
| 2001        | 186 | 186 | 186 | 186 | 187 | 173 | 167 | 167  | 167 | 167 | 167 | 167 |
| 2002        | 167 | 167 | 168 | 160 | 157 | –   | 158 | 158  | 158 | 158 | 158 | 158 |
| 2003        | 160 | 160 | 163 | 166 | 166 | 167 | 167 | 168  | 169 | 172 | 174 | 174 |
| 2004        | 175 | 177 | 178 | 179 | 179 | 180 | 180 | 180  | 180 | 180 | 180 | 181 |
| 2005        | 181 | 181 | 180 | 180 | 180 | 180 | 180 | 180  | 180 | 182 | 181 | 180 |
| 2006        | 180 | 180 | 180 | 180 | 180 | –   | 196 | 197  | 198 | 198 | 198 | 198 |
| 2007        | 199 | 199 | 199 | 199 | 199 | 199 | 199 | 199  | 200 | 200 | 201 | 201 |
| 2008        | 201 | 176 | 176 | 171 | 171 | 172 | 175 | 175  | 173 | 173 | 176 | 173 |
| 2009        | 173 | 177 | 178 | 175 | 179 | 177 | 180 | 177  | 176 | 175 | 173 | 173 |
| 2010        | –   | 186 | 182 | 182 | 181 | 179 | 182 | 180  | 168 | 174 | 175 | 172 |
| 2011        | 173 | 169 | 166 | 171 | 172 | 154 | 148 | 148  | 134 | 143 | 140 | 141 |
| 2012        | 133 | 135 | 136 | 140 | 140 | 135 | 131 | 132  | 145 | 144 | 144 | 167 |
| 2013        | 164 | 132 | 128 | 130 | 130 | 129 | 130 | 143  | 145 | 145 | 157 | 159 |
| 2014        | 152 | 142 | 140 | 143 | 144 | 152 | 161 | 162  | 163 | 167 | 177 | 175 |
| 2015        | 175 | 167 | 164 | 159 | 159 | 155 | 118 | 123  | 128 | 118 | 117 | 127 |
| 2016        | 128 | 120 | 119 | 114 | 114 | 114 | 164 | 166  | 166 | 163 | 161 | 163 |
| 2017        | 163 | 154 | 152 | 145 | 145 | 141 | 167 | 166  | 168 | 161 | 157 | 158 |
| 2018        | 171 | 178 | 177 | 167 | 169 | 163 | 163 | 163  | 160 | 164 | 161 | 160 |
| 2019        | –   | 160 | –   | 163 | –   | 166 | 167 | –    | 170 | 168 | 170 | 170 |
| 2020        | –   | 170 | –   | 170 | –   | 170 | 170 | –    | 170 | 170 | 170 | 170 |
| 2021        | –   | 170 | –   | 170 | 170 | –   | –   | 169  | 169 |     |     |     |

## Rekordy

### Najwięcej występów

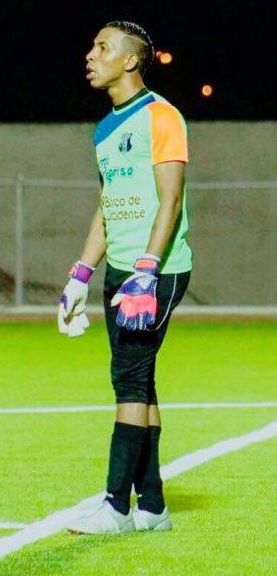
Woodrow West, zajmujący 7. miejsce pod względem liczby występów

Lista zawodników z największą liczbą oficjalnych gier w belizeńskiej drużynie narodowej w kategorii A (wg stanu z 4 czerwca 2021 po meczu z Nikaraguą). Pogrubiono piłkarzy obecnie aktywnych w grze reprezentacyjnej. Graczy z taką samą liczbą występów uszeregowano w kolejności chronologicznej.
| #   | Zawodnik        | Pozycja | Lata      | Występy |
| --- | --------------- | ------- | --------- | ------- |
| 1.  | Elroy Smith     | OB, PO  | 2004–2019 | 60      |
| 2.  | Deon McCaulay   | NA      | 2007–     | 55      |
| 3.  | Ian Gaynair     | OB      | 2007–     | 54      |
| 4.  | Harrison Roches | PO      | 2004–2019 | 40      |
| 4.  | Dalton Eiley    | OB      | 2005–2019 | 40      |
| 6.  | Woodrow West    | BR      | 2008–     | 39      |
| 7.  | Daniel Jimenez  | PO      | 2008–     | 38      |
| 8.  | Trevor Lennen   | PO, OB  | 2005–2019 | 37      |
| 9.  | Evral Trapp     | OB      | 2010–     | 35      |
| 10. | Elroy Kuylen    | PO      | 2009–2019 | 33      |
| 11. | Shane Orio      | BR      | 2008–2017 | 31      |
| 12. | Victor Morales  | PO      | 2004–2011 | 27      |
| 13. | Ryan Simpson    | PO      | 2007–2011 | 22      |
| 13. | Andres Makin    | PO      | 2013–     | 22      |
| 15. | Vallan Symms    | OB      | 2000–2011 | 20      |

### Najlepsi strzelcy
Lista zawodników z największą liczbą oficjalnych gier w belizeńskiej drużynie narodowej w kategorii A (wg stanu z 4 czerwca 2021 po meczu z Nikaraguą). Pogrubiono piłkarzy obecnie aktywnych w grze reprezentacyjnej. Graczy z taką samą liczbą goli uszeregowano w kolejności chronologicznej.
| #  | Zawodnik         | Pozycja | Lata      | Gole |
| -- | ---------------- | ------- | --------- | ---- |
| 1. | Deon McCaulay    | NA      | 2007–     | 26   |
| 2. | Elroy Smith      | OB, PO  | 2004–2019 | 6    |
| 2. | Elroy Kuylen     | PO      | 2009–2019 | 6    |
| 4. | Harrison Roches  | PO      | 2004–2019 | 5    |
| 5. | Dion Frazer      | NA      | 2000–2008 | 4    |
| 6. | Norman Nunez     | NA      | 1995–2005 | 3    |
| 6. | Vallan Symms     | OB      | 2000–2011 | 3    |
| 6. | Krisean Lopez    | PO      | 2018–     | 3    |
| 8. | David McCaulay   | NA      | 1995–1997 | 2    |
| 8. | Bent Burgess     | NA      | 2000–2002 | 2    |
| 8. | Ian Gaynair      | OB      | 2007–     | 2    |
| 8. | Daniel Jimenez   | PO      | 2008–     | 2    |
| 8. | Michael Salazar  | NA      | 2013–     | 2    |
| 8. | Carlos Bernárdez | NA      | 2019–     | 2    |

## Selekcjonerzy

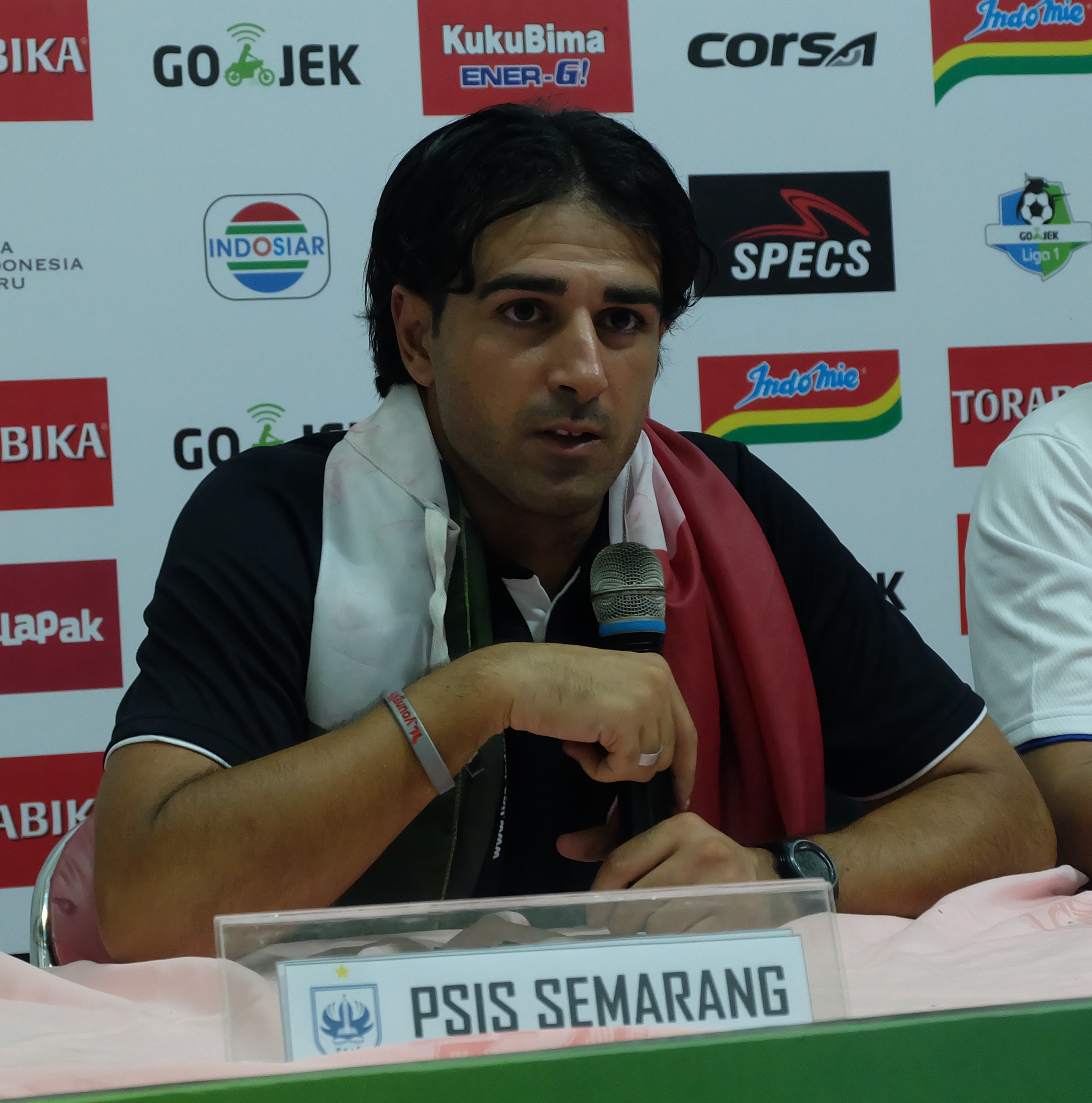
Vincenzo Alberto Annese, selekcjoner w 2019 roku

Lista obejmuje wszystkich selekcjonerów prowadzących na przestrzeni lat piłkarską reprezentację Belize (statystyki wg stanu z 30 marca 2021 po meczu z Turks i Caicos). Liczba porządkowa w nawiasie oznacza wtórne pełnienie funkcji, zaś kursywa selekcjonera tymczasowego. Z powodu braku informacji źródłowych w wielu przypadkach zamiast dat oficjalnej nominacji oraz dymisji ze stanowiska zastosowano datę rozegrania pierwszego i ostatniego spotkania pod wodzą danego selekcjonera.
| 1. | Winston Michael         | 29.11.1995 – 06.06.1996 | 4  | 0  | 0  | 4  | 3   | 11  | 0%     |
| 2. | Renan Couoh             | 23.03.1997 – 30.03.1997 | 2  | 0  | 1  | 1  | 1   | 2   | 16,67% |
| 3. | Manuel Bilches          | 01.12.1998 – 20.05.2000 | 6  | 0  | 1  | 5  | 3   | 22  | 5,56%  |
| 4. | Leroy Sherrier Lewis    | 01.09.2000 – 29.05.2001 | 4  | 2  | 1  | 1  | 7   | 8   | 58,33% |
| 5. | Anthony Adderly         | 13.06.2004 – 23.02.2005 | 5  | 0  | 0  | 5  | 0   | 15  | 0%     |
| 6. | Antônio Carlos Vieira   | 05.02.2007 – 12.02.2007 | 3  | 0  | 0  | 3  | 3   | 7   | 0%     |
| 7. | Palmiro Salas           | 21.11.2007 – 06.02.2008 | 3  | 1  | 1  | 1  | 4   | 3   | 44,44% |
| 8. | Ian Mork                | 28.04.2008 – 21.06.2008 | 3  | 0  | 0  | 3  | 0   | 11  | 0%     |
| (2). | Renan Couoh             | 22.01.2009 – 26.01.2009 | 3  | 0  | 1  | 2  | 3   | 7   | 11,11% |
| 9. | José de la Paz Herrera  | 25.02.2010 – 15.11.2011 | 13 | 4  | 3  | 6  | 22  | 25  | 38,46% |
| (3.) | Leroy Sherrier Lewis    | 03.10.2012 – 06.03.2013 | 5  | 1  | 1  | 3  | 2   | 4   | 26,67% |
| 10. | Charlie Slusher         | 08.03.2013 – 07.05.2013 | 1  | 0  | 1  | 0  | 0   | 0   | 33,33% |
| (7.) | Ian Mork                | 29.05.2013 – 16.07.2013 | 4  | 0  | 1  | 3  | 1   | 11  | 8,33%  |
| (3.) | Leroy Sherrier Lewis    | 26.08.2014 – 10.09.2014 | 3  | 0  | 0  | 3  | 1   | 6   | 0%     |
| 11. | Jorge Nunes             | 26.02.2015 – 02.11.2016 | 8  | 2  | 3  | 3  | 8   | 12  | 37,50% |
| 12. | Ryszard Orłowski        | 09.12.2016 – 02.03.2018 | 5  | 0  | 1  | 4  | 2   | 10  | 6,67%  |
| (6.) | Palmiro Salas           | 22.03.2018 – 23.03.2019 | 7  | 4  | 1  | 2  | 11  | 5   | 57,14% |
| 13. | Vincenzo Alberto Annese | 18.06.2019 – 17.11.2019 | 8  | 3  | 1  | 4  | 8   | 13  | 41,67% |
| 14. | Dale Pelayo             | od 31.07.2020           | 3  | 1  | 0  | 2  | 5   | 5   | 33,33% |
| Razem | Razem                   | Razem                   | 96 | 22 | 18 | 56 | 100 | 184 | 29,17% |
| M – liczba meczów W – liczba wygranych meczów R – liczba zremisowanych meczów P – liczba przegranych meczów GZ – liczba zdobytych goli GS – liczba straconych goli Sk % – wskaźnik skuteczności (trzy punkty za wygraną, punkt za remis) |                         |                         |    |    |    |    |     |     |        |